# サヨナラバス
「サヨナラバス」は、ゆずの通算5枚目のシングル。1999年3月17日に発売。発売元はセーニャ・アンド・カンパニー。

## 解説

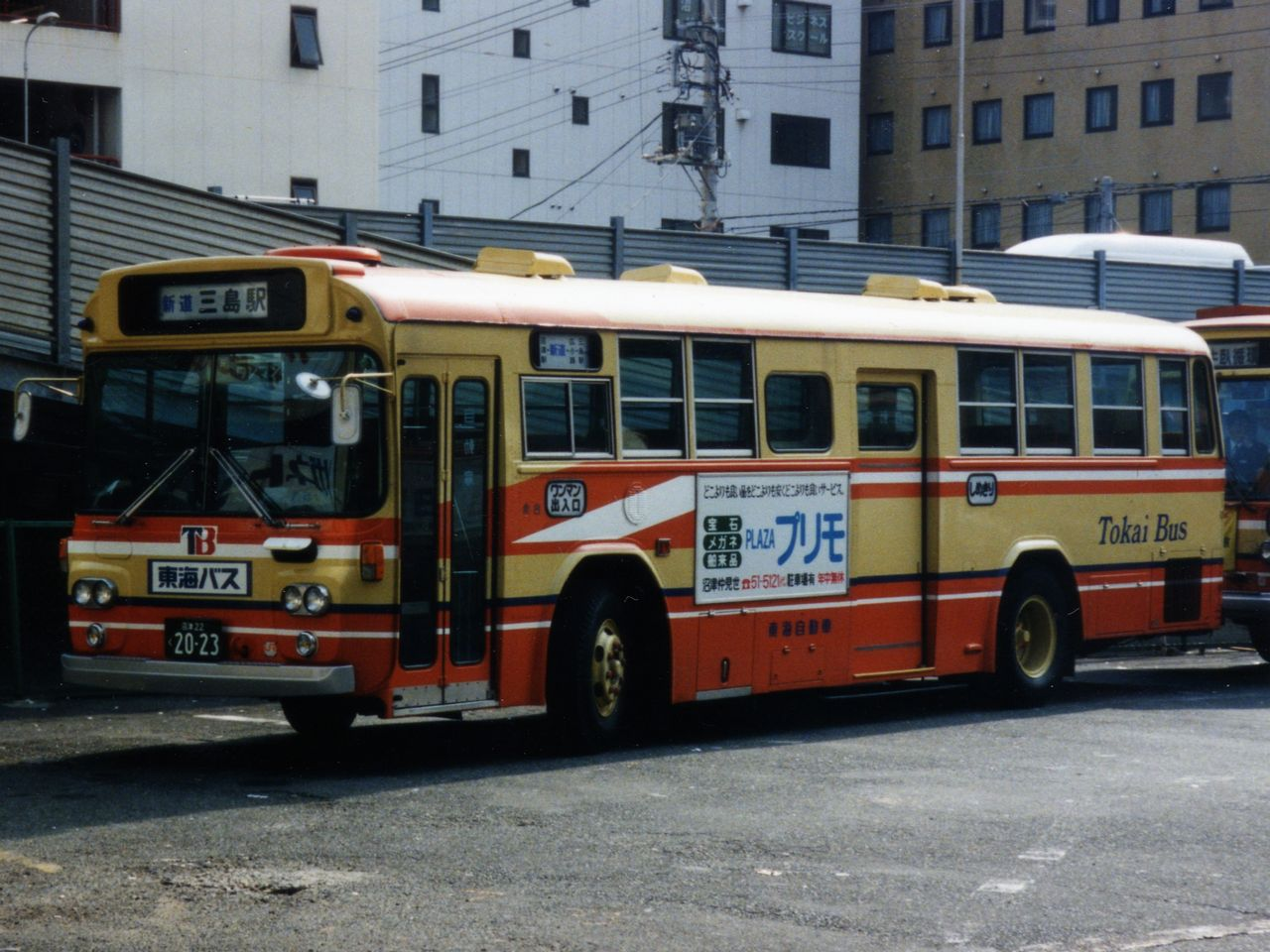
PVで使用された東海バスのK-CJM500

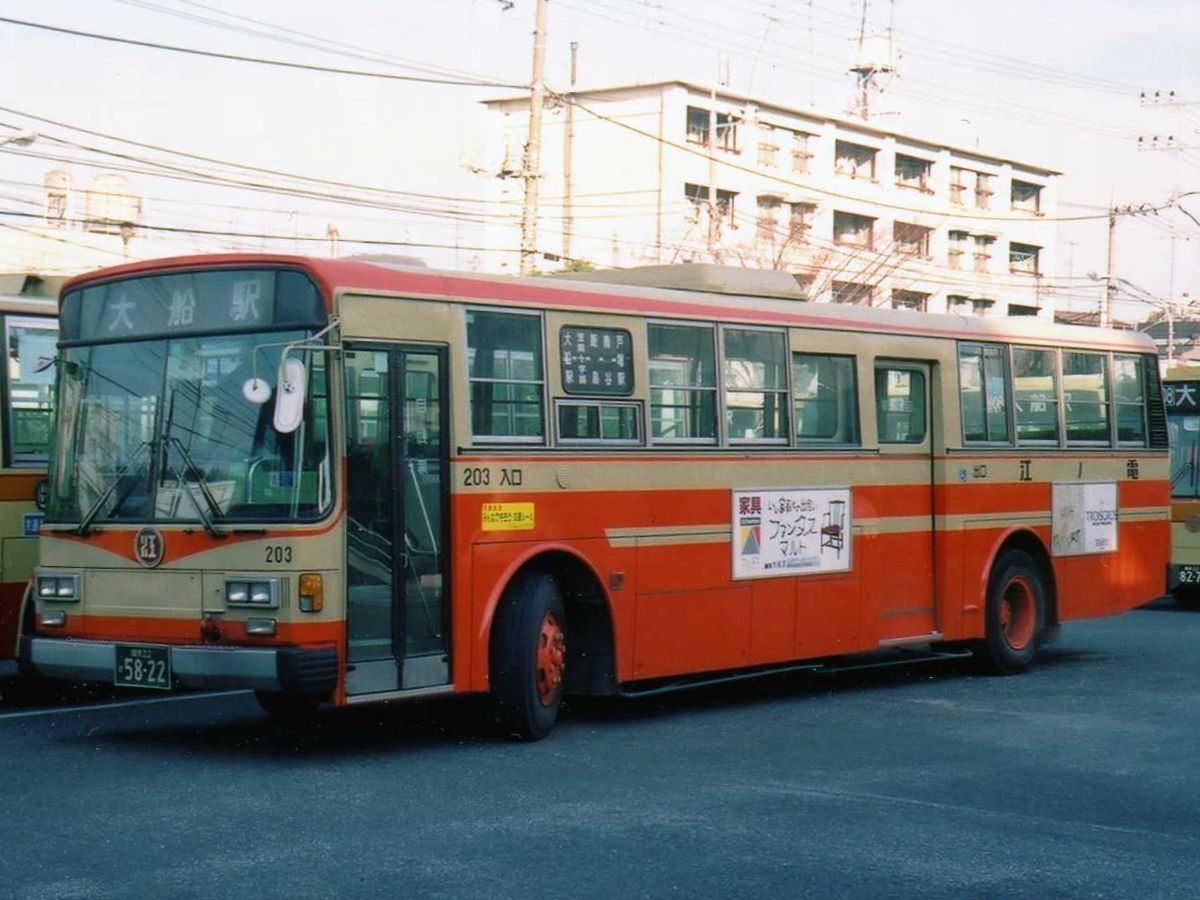
ジャケット使用された江ノ電バスの富士重工5E
（画像の車両とは異なる）

PVには東海バスのK-CJM500が使用されている。CDジャケットは江ノ電バス藤沢営業所（鵠沼車庫、現在は湘南営業所に移転）敷地内で撮影され、発売前後には車体広告でもPRされていた。表面で使われている車両は131号車（P-U32L・富士重工5E）である。
ライブアルバム『歌時記 〜サクラサク篇〜』には、当シングル収録曲すべてのライブ・バージョンが収録された。
8センチシングル形態でリリースされた最後のシングル。

## 収録曲
1. サヨナラバス（3:46）
  - 作詞・作曲: 北川悠仁
  - 音楽番組で歌われた事はほとんどないが、2006年1月、TBS系深夜番組『月光音楽団』で披露された。その他では、2008年4月25日放映の『僕らの音楽』でいきものがかりと共演して披露された。また、1999年のNHK連続テレビ小説『やんちゃくれ』の最終週に、一度だけ挿入歌として用いられた。
  - 「路上時代より遅いテンポになっているけど、ドラムが入っているから遅さを感じない」と雑誌のインタビューで語っている。
2. ルルル（3:25）
  - 作詞・作曲: 北川悠仁
  - イントロは黒電話の呼び鈴から始まる。また、曲間に北川が電話でのやり取りを演じたSEが収録されている。このSEはスタジオの内線電話でレコーディング中に実際に電話をかけて録音している。そのため、テイク数が多くなっているらしい。
  - 歌詞の内容は実話とのこと。女の子のお父さんから「どこの北川だぁ？」と聞かれ「岡村の北川ですけど…」と答えたらしい。
3. 朝もやけ（3:45）
  - 作詞: 岩沢厚治、作曲: 岩沢厚治・寺岡呼人
  - プロデューサー・寺岡呼人の名がアレンジ以外でクレジットされた初めての作品。
  - 路上卒業後2曲目の製作曲（1曲目は始発列車）
  - 「朝もやけ」という言葉は、朝靄と朝焼けを合わせた岩沢の造語。

## 収録作品
- サヨナラバス
  - ゆずえん
  - Home 1997-2000
  - YUZU 20th Anniversary ALL TIME BEST ALBUM ゆずイロハ 1997-2017(シングルバージョンおよびback numberとのコラボバージョンを収録)
  - 歌時記 〜サクラサク篇〜
  - 二人参客 2015.8.15〜緑の日〜
  - YUZU ARENA TOUR 2022 PEOPLE -ALWAYS with you-(Live Version)
- ルルル
  - 歌時記 〜サクラサク篇〜(Live Version)
- 朝もやけ
  - 歌時記 〜サクラサク篇〜(Live Version)

## テレビ出演
- 僕らの音楽2（2005年6月17日、フジテレビ）
- SMAP×SMAP（2009年4月20日、フジテレビ）
- ミュージックステーション（2012年5月4日、テレビ朝日）

## カバー
サヨナラバス
- 王喜（ウォン・ヘイ） - 広東語版「仍是這首歌」，アルバム『喜新唱歌』収録（2001年1月23日）
- 橘ありす（佐藤亜美菜）・速水奏（飯田友子） - ゲーム『アイドルマスター シンデレラガールズ スターライトステージ』収録曲として2018年9月3日に追加。翌年2019年12月11日発売のシングル「THE IDOLM@STER CINDERELLA GIRLS STARLIGHT MASTER 34 Sunshine See May」に収録された。

## 関連人物
- 寺岡呼人